# Ненадихівська сільська рада
| Ненадихівська сільська рада — орган місцевого самоврядування у Тетіївському районі Київської області з адміністративним центром у с. Ненадиха. Історична дата утворення: в 1919 році. Сільській раді були підпорядковані населені пункти: - с. Ненадиха |

## Склад ради
Рада складалась з 14 депутатів та голови.

### Керівний склад ради
| ПІБ                           | Основні відомості                                                           | Дата обрання | Дата звільнення |
| ----------------------------- | --------------------------------------------------------------------------- | ------------ | --------------- |
| Димцюра Олександр Миколайович | Сільський голова, 1948 року народження, освіта, член Народного Руху України | 26.03.2006   | 31.10.2010      |
| Файдюк Василь Володимирович   | Сільський голова, 1970 року народження, освіта вища, член Партії регіонів   | 31.10.2010   |                 |

Примітка: таблиця складена за даними джерела